# Гришанин, Дмитрий Иванович
Дми́трий Ива́нович Гриша́нин (1861, Тоторшево — 1913, Ардатов) — городской староста города Ардатова.

## Биография
Из крестьян. Родился в 1861 году в деревне Тоторшево Ардатовского уезда Нижегородской губернии. Окончил Ардатовское уездное училище, после чего поступил на службу в земскую управу в качестве письмоводителя. Позднее был избран гласным Ардатовского земского собрания от крестьян. В 1902 году был избран городским старостой Ардатова, многое сделал для развития города. С 1907 года был казначеем при строительстве нового здания Ардатовской женской прогимназии, современники отмечали его щепетильность и порядочность при распоряжении общественными средствами. В том же году выступил с инициативой по преобразованию прогимназии в гимназию, которая была удовлетворена Министерством народного просвещения в 1909 году. Скончался в 1913 году в Ардатове.

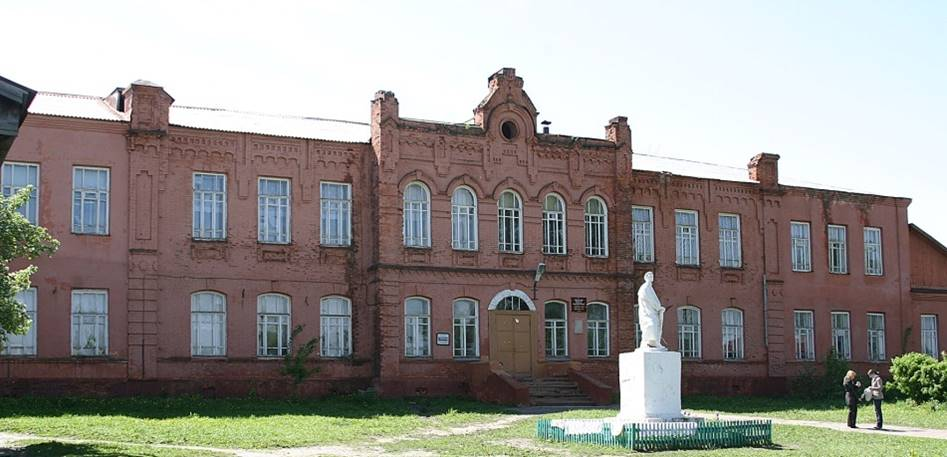
Здание бывшей женской гимназии в Ардатове

## Семья
В 1888 году женился на зажиточной мещанке Татьяне Николаевне Варфоломеевой. У пары было 12 детей, из которых до совершеннолетия дожили 6. Четверо из них стали учителями, один — агрономом и ещё один — инжерером.